# 하산 알하이도스
하산 칼리드 하산 알하이도스(아랍어: حسن خالد حسن الهيدوس, Hassan Khalid Hassan Al-Haydos, 1990년 12월 11일~)는 카타르의 축구 선수로 포지션은 공격수이다. 현재 카타르 스타스 리그의 알사드 소속으로 뛰고 있다. 
국제 대회에 카타르 축구 국가대표팀 소속으로 참가했으며 AFC 아시안컵에 4회 참가하여 2회 우승을 차지했다.

## 같이 보기
- A매치 100경기 이상 출전한 축구 선수 명단
- 원클럽맨 명단